# Tranvia Bergamo-Albino (1912-1953)
La tranvia Bergamo-Albino era una linea tranviaria interurbana, a trazione elettrica, che collegava la città di Bergamo ai centri della bassa Val Seriana, fino ad Albino. Inaugurata nel 1912, fu soppressa a partire dal 1953.
Nel 2009 è stata inaugurata una nuova linea tranviaria che collega le due località correndo sul sedime dell'ex ferrovia della Valle Seriana, corrente alcune centinaia di metri più a sud.

## Storia

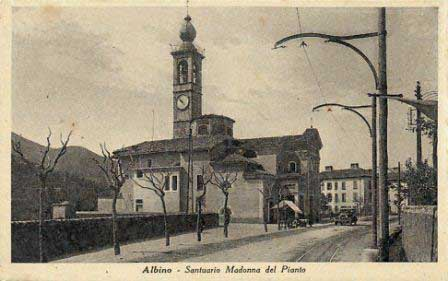
Ingresso ad Albino con il binario tranviario

Allo scopo di meglio servire i paesi del fondovalle rispetto alla ferrovia, aperta nel 1884, i comuni della val Seriana promossero la realizzazione di una tranvia lungo la viabilità provinciale.
A tale scopo si costituì la Società Tranvie Elettriche Intercomunali (STEI), formata dagli stessi soci che in precedenza avevano costituito la Società Tramvie e Funicolari di Bergamo, la quale aveva perso la gestione delle tranvie urbane della città orobica nel 1907, allo scopo di costruire ed esercire la tranvia elettrica Bergamo-Albino. La STEI ne ottenne la concessione con il Regio decreto 9 febbraio 1911, n. 505.

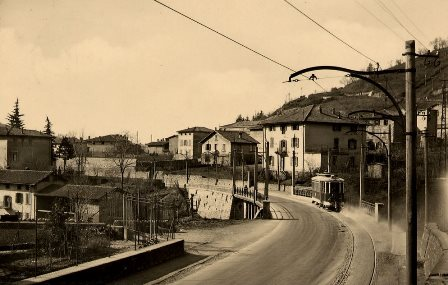
Tram a Nembro

La linea fu inaugurata il 17 dicembre 1912, entrando in esercizio il giorno successivo. La tranvia serviva i centri della bassa val Seriana offrendo un servizio in maniera più capillare dell'esistente e parallela linea ferroviaria per Clusone, attivata nel 1884.
Fin dal 1913 ebbe alti volumi di traffico, specialmente nel ramo viaggiatori: in quell'anno trasportò 739 024 passeggeri, mentre il reddito chilometrico fu pari a 16 000 lire. Per decenni servì dunque le necessità di traffico della zona, riscontrando un notevole successo di pubblico grazie alla frequenza delle corse, pari a una ogni mezz'ora e passando indenne, salvo danni minori, alle due guerre mondiali.
Nel 1947 un grave incendio distrusse tuttavia tre delle nove elettromotrici presenti presso il deposito di Desenzano al Serio, rendendo necessario il ricorso ad autoservizi integrativi. Nonostante la successiva ricostruzione di uno di tali rotabili, il clima politico dell'epoca, non favorevole agli investimenti nel trasporto su rotaia, suggerì l'estensione di tale autoservizio portando nel gennaio 1953 all'attestamento della tranvia ad Alzano e, dalla primavera successiva, alla soppressione della stessa.

## Caratteristiche
| Unknown route-map component "uexKBHFa" |

|  | Unknown route-map component "uexABZg+l" | Unknown route-map component "uexCONTfq" |

| Unknown route-map component "uexBHF" |

| Unknown route-map component "exCONTgq" | Unknown route-map component "uexmKRZu" | Unknown route-map component "exCONTfq" |

| Unknown route-map component "uexBHF" |

| Unknown route-map component "uexBHF" |

| Unknown route-map component "uexBHF" |

| Unknown route-map component "uexBHF" |

| Unknown route-map component "uexBHF" |

| Unknown route-map component "uexBHF" |

| Unknown route-map component "uexBHF" |

| Unknown route-map component "uexHST" |

| Unknown route-map component "uexKBHFe" |

La linea, lunga circa undici chilometri, era una tranvia interurbana, l'unica a scartamento metrico fra quelle concesse all'amministrazione provinciale, ed era dedicata esclusivamente al trasporto passeggeri. L'alimentazione delle elettromotrici avveniva alla tensione di 800 Volt in corrente continua.

### Percorso

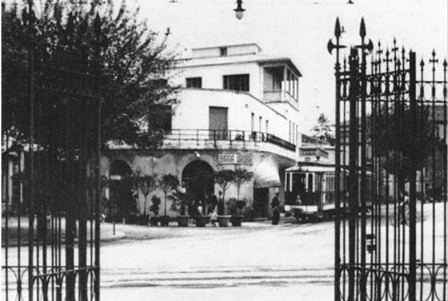
Il capolinea di Bergamo

A Bergamo, la stazione di partenza era posta nella zona delle Muraine, alla periferia est della città, dove oggi sorge il PalaNorda, di fronte alla vecchia entrata del Parco Suardi.
Tale soluzione, poco gradita dall'utenza, si rese necessaria per non intaccare gli interessi dell'Azienda Municipalizzata Funicolari Tranvie Elettriche (AMFTE), esercente le tranvie urbane; infatti, per i passeggeri diretti nel centro della città o alla stazione ferroviaria era necessario trasbordare sui tram urbani.
La linea per Albino si immetteva quindi in Borgo Santa Caterina, condividendo i binari per circa un chilometro con la tranvia urbana 2. Al termine di Borgo Santa Caterina, la linea abbandonava la provinciale per Clusone, imboccando un tratto in sede propria per sottopassare la ferrovia della Valle Brembana che invece la strada attraversava a livello.
Al termine del sottopasso, il binario riprendeva la provinciale, attraversando i centri di Torre Boldone, Ranica, Alzano e Nembro, giungendo quindi ad Albino, nella cui frazione di Desenzano si trovava il deposito.

## Materiale rotabile
Il materiale rotabile della STEI era costituito da nove elettromotrici a due assi e da sette rimorchiate, tutte dipinte in livrea rossa dopo averne inizialmente rivestito una bianco-azzurra.